# 아사히카와역
아사히카와역(일본어: 旭川駅 아사히카와에키[*])은 홋카이도 아사히카와시에 위치한 홋카이도 여객철도의 철도역이다.

## 운행노선
- 홋카이도 여객철도 (JR 홋카이도)
  - 하코다테 본선
  - 소야 본선
  - 후라노 선
  - 세키호쿠 본선[1]

## 역 구조

### 승강장
| 1・2 | ■ 후라노 선                                                                             | 비에이・후라노 방면                                                                     |
| 3・4 | ■ 하코다테 본선                                                                         | 후카가와・다키카와・이와미자와・삿포로 방면                                             |
| 5・6 | ■ 소야 본선 ■ 세키호쿠 본선                                                             | 나요로・왓카나이・가미카와・기타미・아바시리 방면                                       |
| 7    | 각 방면의 보통 열차 발착 및 화물 열차의 대피 등의 이유로 유연하게 운용하고 있는 승강장. | 각 방면의 보통 열차 발착 및 화물 열차의 대피 등의 이유로 유연하게 운용하고 있는 승강장. |

### 참고 사항
1. ↑  노선 기점은 신아사히카와역이나, 보통열차가 아사히카와 역까지 운행한다.